# Vitrinella contracta
Vitrinella contracta is een slakkensoort uit de familie van de Tornidae. De wetenschappelijke naam van de soort is voor het eerst geldig gepubliceerd in 1913 door Vanatta.